# Roberto Welin
Roberto Welin (* 9. April 1966 in São Paulo) ist ein ehemaliger schwedischer Boxer im Weltergewicht und Halbmittelgewicht.
Roberto Welin gewann 1991 die Goldmedaille im Weltergewicht bei den Europameisterschaften in Göteborg durch Finalsieg gegen Wladimir Jereschtschenko aus der Sowjetunion. Er ist damit der einzige schwedische EM-Titelgewinner bei Amateurboxmeisterschaften seit 1951. 
Weiters erreichte er das Viertelfinale der Europameisterschaften 1989 in Athen sowie jeweils das Viertelfinale bei den Weltmeisterschaften 1989 in Moskau und 1991 in Sydney. Bei den Weltmeisterschaften scheiterte er an Raúl Márquez bzw. Andreas Otto. Bei der europäischen Olympiaqualifikation 1992 unterlag er knapp gegen György Mizsei und Orhan Delibaş.
Von 1992 bis 1996 bestritt er 27 Profikämpfe mit 23 Siegen und vier Niederlagen. 22 der Kämpfe bestritt er in den USA.